# 特溫福克斯 (新墨西哥州)
特溫福克斯（英語：Twin Forks）是位於美國新墨西哥州奧特羅縣的普查規定居民點。

## 人口
根據2020年美國人口普查的數據，特溫福克斯的面積為10.70平方千米，當中陸地面積為10.69平方千米，而水域面積為0.01平方千米。當地共有人口228人，而人口密度為每平方千米21.31人。